# John Cutts
John Cutts, Baron Cutts of Gowran, britanski najemniški vojak in pisatelj, * 1661, † 1707.